# Santa Cruz de Goiás
Santa Cruz de Goiás este un oraș în Goiás (GO), Brazilia.